# اندیس اوج دره
اوج دره یک اندیس غیرفلزی است که در حوالی شهر صائین قلعه استان آذربایجان غربی قرار دارد و مادهٔ معدنی موجود در آن، فسفات است.سنگ میزبان این اندیس دولومیت است  